# Völsungur Húsavík

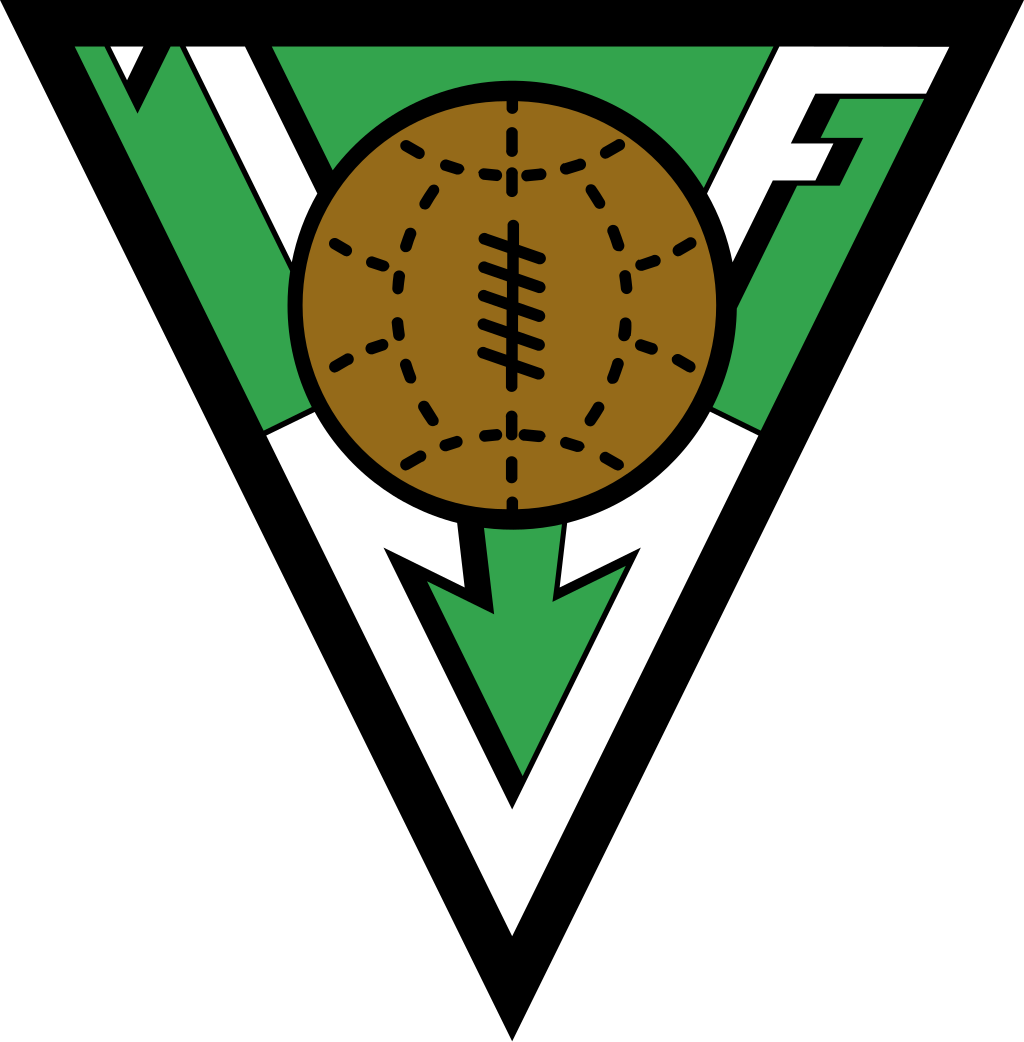
Wappen von Völsungur

Íþróttafélagið Völsungur (deutsch: Sportklub Völsungur), auch bekannt als Völsungur Húsavík ist ein isländischer Sportverein aus dem im Norden der Insel gelegenen Ort Húsavík. Der Verein ist vor allem für seine Fußballmannschaften im Männer- und Frauenbereich bekannt.

## Geschichte

### Männer
Der Íþróttafélagið Völsungur gründete sich am 12. April 1927. Ab Ende der 1960er Jahre war die Männermannschaft längerfristig in der zweitklassigen 2. deild karla vertreten, einzig 1972 und 1979 spielte sie jeweils bis zum direkten Wiederaufstieg drittklassig. In der Spielzeit 1986 gewann sie vor Mitaufsteiger KA Akureyri die Zweitligameisterschaft. In der Erstligaspielzeit 1987 hielt der Klub sich bei Punkt- und Torgleichheit gleichauf mit Víðir Garði nur aufgrund eines weniger kassierten Gegentores in der höchsten Spielklasse. In der folgenden Spielzeit gewann die Mannschaft nur zwei Saisonspiele und stieg als Tabellenletzte gemeinsam mit Liganeuling Leiftur Ólafsfjörður wieder ab. Auch in der zweiten Liga verpasste sie anschließend den Klassenerhalt und spielte in der Folge wieder vornehmlich im unterklassigen Ligabereich.
In der Spielzeit 1996 gelang für eine Saison die Rückkehr in die Zweitklassigkeit; 2004 und 2005 sowie nochmals für die Spielzeit 2013 – mit nur zwei Punkten im gesamten Saisonverlauf verlief diese miserabel – folgten weitere kurze Stippvisiten. Zur Saison 2025 gelang der erneute Aufstieg in die zweite Liga.

### Frauen
Die Frauenmannschaft gehörte 2017 zu den Gründungsmitgliedern der überregionalen 2. deild kvenna. Mit elf Siegen aus zwölf Saisonspielen gewann sie 2019 die Meisterschaft, verpasste aber in der folgenden Saison in der 1. deild kvenna den Klassenerhalt und spielte fortan wieder in der 2. Liga.